# Ricardo de Céspedes
Ricardo Rogelio de Céspedes y Céspedes, fue un militar y patriota cubano. Coronel del Ejército Mambí. Sobrino de Carlos Manuel de Céspedes, padre de la nación cubana. 

## Orígenes y primeros años
Ricardo Rogelio de Céspedes y Céspedes nació en la ciudad de Bayamo, en el Oriente de Cuba, en 1848. Hijo del terrateniente rico Francisco Javier de Céspedes y del Castillo y su esposa, María Trinidad de Céspedes. Sus padres eran primos hermanos. 
Al ser hijo de una familia muy adinerada, Ricardo fue enviado a estudiar la carrera de comercio a los Estados Unidos, luego de haber concluido sus estudios elementales en Cuba. 
Al regresar a su país de origen, se dedicó a trabajar en su carrera, en la ciudad de Manzanillo. 
Contrajo matrimonio con Blanca Figueredo Vázquez, hija de Perucho Figueredo, quien escribiría el Himno Nacional de Cuba. 
Toda su familia y la de su esposa se involucraron en las conspiraciones de la década de 1860, por la independencia de Cuba.

## Guerra de los Diez Años
Finalmente, todas éstas conspiraciones, llevaron a que el 10 de octubre de 1868 estallase la Guerra de los Diez Años (1868-1878), primera guerra por la independencia de Cuba. Todos los Céspedes y los Figueredo se levantaron en armas por la independencia de Cuba. 
Ricardo participó en la Toma de Bayamo, en octubre de 1868. Meses más tarde, en abril de 1869, su tío, Carlos Manuel de Céspedes, se convierte en el primer presidente de la República de Cuba en Armas. 
Bajo el mando del entonces Brigadier Antonio Maceo, Ricardo fue ascendido a Teniente Coronel, el 2 de abril de 1870 y a Coronel, el 27 de junio de 1873. Hacia finales de ese año, se encontraba bajo las órdenes del Mayor general Calixto García. Por ese mismo entonces, su tío fue destituido del cargo de presidente y sería asesinado por tropas enemigas, el 27 de febrero de 1874. 
A inicios de 1874, el Coronel Ricardo Céspedes combatió en Naranjo-Mojacasabe y tuvo una participación destacada en la Batalla de las Guásimas. Posteriormente, ese mismo año, junto al Mayor general Máximo Gómez, el Coronel Céspedes participa en la Invasión a Las Villas. 
En 1875, los miembros de la familia Céspedes, incluyendo a Ricardo, se unieron a la Sedición de Lagunas de Varona, encabezada por el Mayor general Vicente García González, para destituir al presidente Salvador Cisneros Betancourt, al cual culpaban por la destitución de Carlos Manuel de Céspedes. Cisneros Betancourt fue sustituido en el cargo por Juan Bautista Spotorno. 
A inicios del año 1878, el Coronel Ricardo Céspedes fue capturado por el enemigo y encerrado en la Fortaleza de San Carlos de la Cabaña, en La Habana. Poco después, el 10 de febrero de 1878, algunos oficiales cubanos firmaron con España el Pacto del Zanjón, que puso fin a la guerra, sin reconocer la independencia de Cuba. Tras esto, Ricardo fue liberado y se exilió en Nueva York, Estados Unidos.

## Guerra Chiquita
Regresó a Cuba, poco tiempo después, pero fue encarcelado nuevamente por las autoridades coloniales españolas, bajo sospecha de conspiración. Por esos días, había estallado la Guerra Chiquita (1879-1880), segunda guerra por la independencia de Cuba. Posteriormente, Ricardo fue deportado a España, pero nunca llegó, pues tras hacer escala en Puerto Rico, fue liberado por las autoridades coloniales de dicha isla. 
- Datos: Q57497218